# Тейлор, Род
Род Тейлор (англ. Rod Taylor, 11 января 1930 — 7 января 2015) — австралийский и американский актёр.

## Биография
Тейлор родился в окрестностях Сиднея. Отец — Уильям Стерт Тейлор, подрядчик и коммерческий художник; мать — Мона Тейлор (урожд. Томпсон), автор более сотни рассказов и книг для детей. Его второе имя происходит от двоюродного прапрадеда, капитана Чарльза Стерта, исследователя Австралии.
Тейлор учился в Парраматтской школе, затем в Восточносиднейском колледже техники и изящных искусств. Некоторое время работал коммерческим художником, но, увидев Лоренса Оливье в «Ричарде III» во время гастролей «Олд Вик», решил стать актёром.
Тейлор работал в театре и на радио. В 1951 году он принял участие в реконструкции путешествия Чарльза Стерта по рекам Маррамбиджи и Муррей, сыграв помощника Стерта, Джорджа Маклея; в том же году на основе реконструкции был снят короткометражный фильм «Вглубь страны со Стертом». На большом экране дебютировал в ролях американца в картине «Король Кораллового моря» (1954) и Израэля Хэндса в неофициальном продолжении «Острова сокровищ» «Долговязый Джон Сильвер».
В 1955 году Тейлор начал сниматься в Голливуде, время от времени возвращаясь в Австралию. Наиболее заметной ролью его стала роль путешественника в вольной экранизации научно-фантастического романа Герберта Уэллса «Машина времени», снятой в 1960 году режиссёром Джорджем Палом.

## Избранная фильмография
| Год       |    | Русское название                       | Оригинальное название          | Роль                                |
| --------- | -- | -------------------------------------- | ------------------------------ | ----------------------------------- |
| 1954      | ф  | Долговязый Джон Сильвер                | Long John Silver               | Израэль Хэндс                       |
| 1955      | ф  | Ад в заливе Фриско                     | Hell on Frisco Bay             | Джон Броди Эванс                    |
| 1956      | ф  | Свадебный подарок, или Всё как у людей | The Catered Affair             | Ральф Хэллоран                      |
| 1956      | ф  | Гигант                                 | Giant                          | сэр Дэвид Карфри                    |
| 1958      | ф  | За отдельными столиками                | Separate Tables                | Чарльз                              |
| 1958      | ф  | В шаге от ужаса                        | Step Down to Terror            | Майк Рэндалл                        |
| 1959      | с  | Сумеречная зона                        | The Twilight Zone              | подполковник Клегг Форбс            |
| 1960      | ф  | Машина времени                         | The Time Machine               | Джордж                              |
| 1961      | мф | 101 далматинец                         | One Hundred And One Dalmatians | Понго                               |
| 1963      | ф  | Птицы                                  | The Birds                      | Митч Бреннер                        |
| 1963      | ф  | Воскресенье в Нью-Йорке                | Sunday in New York             | Майк Митчелл                        |
| 1967      | ф  | Отель (англ.)                          | Hotel                          | Питер Макдермотт                    |
| 1970      | ф  | Забриски-пойнт                         | Zabriskie Point                | Ли Аллен                            |
| 1980      | с  | Непридуманные истории                  | Tales of the Unexpected        | Пол Дювин                           |
| 1982      | ф  | Время умирать                          | A Time To Die                  | Джек Бейли                          |
| 1988—1990 | с  | Фэлкон Крест                           | Falcon Crest                   | Фрэнк Агретти                       |
| 1995      | с  | Она написала убийство                  | Murder, She Wrote              | инспектор Рори Ланахан / Том Демпси |
| 1996—2000 | с  | Крутой Уокер: Правосудие по-техасски   | Walker, Texas Ranger           | Гордон Кэхилл                       |
| 1997      | ф  | Добро пожаловать в Вуп-Вуп             | Welcome to Woop Woop           | Папаша-О                            |
| 2007      | ф  | Вороньё                                | Kaw                            | док                                 |
| 2009      | ф  | Бесславные ублюдки                     | Inglourious Basterds           | Уинстон Черчилль                    |